# مارغريت وايتنغ
مارغريت وايتنغ (بالإنجليزية: Margaret Whiting)‏ هي مغنية وموسيقية أمريكية، ولدت في 22 يوليو 1924 في ديترويت في الولايات المتحدة، وتوفيت في 10 يناير 2011 في Lillian Booth Actors Home ‏ في الولايات المتحدة بسبب مرض.

## وصلات خارجية
- مارغريت وايتنغ على موقع IMDb (الإنجليزية)
- مارغريت وايتنغ على موقع الموسوعة البريطانية (الإنجليزية)
- مارغريت وايتنغ على موقع ميوزك برينز (الإنجليزية)
- مارغريت وايتنغ على موقع قاعدة بيانات برودواي على الإنترنت (الإنجليزية)
- مارغريت وايتنغ على موقع إن إن دي بي (الإنجليزية)
- مارغريت وايتنغ على موقع أول ميوزيك (الإنجليزية)
- مارغريت وايتنغ على موقع ديسكوغز (الإنجليزية)
- مارغريت وايتنغ على موقع قاعدة بيانات الفيلم (الإنجليزية)